# Сасман, Карен
Карен Сасман (англ. Karen Susman, в девичестве Хантзе, Hantze; род. 11 декабря 1942, Сан-Диего, Калифорния) — американская теннисистка-любительница. Победительница Уимблдонского турнира в одиночном разряде (1962), трёхкратная победительница турниров Большого шлема в женском парном разряде.

## Биография
Родилась в Сан-Диего в 1942 году, единственный ребёнок в семье учителя и домохозяйки. Училась играть в теннис в клубе отдыха Ла-Хольи, где обратила на себя внимание Элинор Теннант, ранее тренировавшей Морин Коннолли. Тренировалась также у Бена Пресса и у Леса Стёфена. Благодаря усилиям Стёфена Хантзе вместо обычной для женского тенниса того времени стиля игры с задней линии выработала агрессивную манеру serve-and-volley, наиболее эффективную на травяных кортах.
В 1957 году, в 14 лет, выиграла чемпионат США среди девушек (до 18 лет) в одиночном разряде, в 1958 году выиграла этот же турнир в паре с Хелен Вайль, а в 1959 и 1960 годах побеждала в обоих разрядах. В 1960 году, в последний год учёбы в средней школе Мишн-Бей в Сан-Диего была включена под вторым номером в состав сборной США на матч Кубка Уайтмен против сборной Великобритании и в том же году дебютировала на Уимблдонском турнире, где завоевала звание чемпионки среди девушек.
В 1961 году Хантзе дошла на Уимблдонском турнире до четвертьфинала в одиночном разряде среди взрослых и завоевала чемпионское звание в женском парном разряде с соотечественницей Билли Джин Моффитт. Вскоре после этого она вышла замуж за одного из ведущих молодых теннисистов-любителей США Рода Сасмана, студента Университета Тринити, с которым познакомилась за два года до этого. Сама она также поступила в университет, но в отсутствие спортивной программы для девушек была вынуждена работать на полную ставку, чтобы оплатить свою учёбу и учёбу мужа. С октября 1961 по май 1962 года у неё практически не оставалось времени на занятия теннисом, однако мужу удалось уговорить её сосредоточиться на тренировках перед поездкой на Уимблдонский турнир. На Уимблдоне посеянная под 8-м номером Карен Сасман в двух сетах победила посеянную 4-й Рене Схюрман, а в полуфинале — хозяйку корта Энн Хейдон. В финале соперницей американки была Вера Сукова из Чехословакии, в своём полуфинале обыгравшая третью ракетку турнира Марию Буэно (посеянная первой Маргарет Смит выбыла из борьбы уже в первом своём матче, проиграв Моффитт). После того как американка выиграла первый сет, во втором её соперница повела 3:0, но затем перестала двигаться по корту, и Сасман довела матч до победы. Кроме того, она во второй раз подряд выиграла с Моффитт турнир женских пар.
В 1963 году Сасман сделала паузу в выступлениях и в 19 лет родила дочь Шелли, оставшуюся её единственным ребёнком. Она успешно вернулась на корт в 1964 году, участвовала в соревнованиях в Италии, Франции и странах Карибского бассейна и завоевала с Моффитт ещё один титул в женских парах на турнире Большого шлема — на сей раз в чемпионате США. После этого из-за конфликта с Ассоциацией лаун-тенниса Соединённых Штатов (USLTA) она надолго прервала выступления и переехала с мужем в Сент-Луис, где помогала ему в его страховом бизнесе. В 1974 году, когда Сасманы снова переехали в Сан-Диего, Карен вернулась на корт и отыграла один сезон в составе клуба «Лос-Анджелес Стрингз», выступавшего в профессиональной лиге World Team Tennis. В 1977—1979 годах принимала участие в женском профессиональном туре, проводя по 6—8 турниров в год и пробившись в 3-й раунд на Открытом чемпионате США.

## Финалы турниров Большого шлема за карьеру

### Одиночный разряд (1-0)
| Результат | Год  | Турнир              | Покрытие | Соперница в финале | Счёт в финале |
| --------- | ---- | ------------------- | -------- | ------------------ | ------------- |
| Победа    | 1962 | Уимблдонский турнир | Трава    | Вера Сукова        | 6-4, 6-4      |

### Женский парный разряд (3-3)
| Результат | Год  | Турнир                  | Покрытие | Партнёрша          | Соперницы в финале                  | Счёт в финале |
| --------- | ---- | ----------------------- | -------- | ------------------ | ----------------------------------- | ------------- |
| Победа    | 1961 | Уимблдонский турнир     | Трава    | Билли Джин Моффитт | Дженис Лехейн Маргарет Смит         | 6-3, 6-4      |
| Победа    | 1962 | Уимблдонский турнир (2) | Трава    | Билли Джин Моффитт | Сандра Рейнольдс Прайс Рене Схюрман | 5-7, 6-3, 7-5 |
| Поражение | 1962 | Чемпионат США           | Трава    | Билли Джин Моффитт | Мария Буэно Дарлин Хард             | 6-4, 3-6, 2-6 |
| Поражение | 1964 | Уимблдонский турнир     | Трава    | Билли Джин Моффитт | Маргарет Смит Лесли Тёрнер          | 5-7, 2-6      |
| Победа    | 1964 | Чемпионат США           | Трава    | Билли Джин Моффитт | Маргарет Смит Лесли Тёрнер          | 3-6, 6-2, 6-4 |
| Поражение | 1965 | Чемпионат США           | Трава    | Билли Джин Моффитт | Кэрол Колдуэлл Гребнер Нэнси Ричи   | 4-6, 4-6      |

### Комментарии
1. ↑  Номер посева отражает своеобразный "рейтинг" теннисиста на данном турнире, т. е. каким по счету претендентом на победу он является